# 하리톤 랍테프
하리톤 프로코피예비치 랍테프(러시아어: Харитон Прокофьевич Лаптев; 1700–1763)는 러시아의 해군 장교이자 북극 탐험가이다.

## 전기
하리톤 랍테프는 사촌 드미트리 랍테프가 인근 볼로토보 마을에서 태어나기 불과 1년 전, 벨리키예루키 근처 포카레보 마을(오늘날 프스코프주 남부)의 지주 귀족 가문인 랍테프 가문에서 태어났다. 랍테프 가문은 로푸힌 가문의 분가였다.
하리톤 랍테프는 1718년 러시아 해군에서 사관생도로 경력을 시작했다. 1730년에는 이미 군함을 지휘하고 있었고, 1734년 그단스크 공성전에 참전했다.
1739년–1742년, 하리톤 랍테프는 제2차 캄차카 원정의 한 팀을 이끌었다. 세묜 첼류스킨, N. 체킨, G. 메드베데프와 함께 랍테프는 하탄가강 어귀부터 퍄시나강 어귀까지의 타이미르반도를 탐사하고 이 지역에서 몇몇 섬을 발견했다. 원정 후 그는 "시베리아 및 캄차카 해안 일반 지도" 제작에 참여했으며, 발트 함대에서 군사 복무를 계속했다. 타이미르반도의 해안선, 첼류스킨반도의 곶 및 기타 지형에 그의 이름이 붙었다. 랍테프해도 그와 그의 사촌 드미트리 랍테프의 이름을 따서 명명되었다. 1962년에 건조된 쇄빙선 레도콜-3는 1966년 그의 이름을 기리기 위해 하리톤 랍테프로 개명되었다.